# トゥインクルスターのんのんじー
『トゥインクルスターのんのんじー』は、竹本泉による日本の漫画。『ヤングアニマル』（白泉社）にて、1993年17号から1994年20号にかけて連載された。単行本は白泉社から3巻が刊行されている。

## 概要
未来の宇宙を舞台に、幻の秘宝「スターピース」を追う女考古学者・ノンノンジー一行の冒険を描くSFコメディ作品。物語は1話完結で、1巻収録分のVoyage.14までは1話8ページ、2巻収録分については20〜24ページとなっている。
作者にとっては初めての青年誌向け作品であり、それまでの作品に比べ主人公の年齢も高く、露出度の高い服装をしている。また本作の「コピーされた地球」を初めとする世界設定は、同作者の『乙女アトラス』、『トランジスタにヴィーナス』などの作品でも使われている。
『ヤングアニマル』での連載はアンケートの低迷により終了したものの、2001年に『コミックビーム』での連載『よみきり♥もの』で続編「☆☆☆☆☆（いつつぼし）のんのんじー」が発表され、2004年には単行本未収録だった3話と他作家の寄稿による10年ぶりの第2巻『トゥインクルスターのんのんじーEX』が刊行された。
本作の「スターピース」や「コピーされた地球」といった謎は結局明らかにされておらず、他作品にその設定を使用していることもあって、その完結に苦慮していると作者は述べている。
2010年頃より白泉社HP内『楽園 WEB増刊』にて年1作ペースで掲載を再開。2018年には14年ぶりの新刊となる『トゥインクルスターのんのんじーSUN'』が刊行された。

## ストーリー
23世紀、恒星間宇宙に進出した人類は多くの知的種族と遭遇すると同時に、宇宙のあちこちに「コピーされた地球」が存在していることを知る。また他の知的種族の母星も、地球同様いくつもコピーが作られていた。各種族は、自分たちのコピーを作ったと見られる「超種族」の謎を追い、彼らの元に行き着く「地図の断片」とされる「スターピース」の争奪戦を繰り広げることとなる。
人類の恒星間宇宙進出から数十年が過ぎた2264年。考古学者・ノンノンジーはそのスターピースの探索者の1人であり、仲間たちとともに旅を続けていた。しかし月に1度だけしか出現しないスターピースは、常に探索者たちに奇妙な「試練」を課す。一行はライバルの探索者とともに、スターピースの理不尽な試練の数々に毎回悪戦苦闘するのであった。

## 主な登場人物
登場人物の命名規則については、はたらく☆少女 てきぱきワーキン・ラブ#主な登場人物も参照。
テー・ノンノンジー・パリン
18歳。女考古学者であり、一行を率いる船長。「ソルの地球」（地球連合）出身。スターピースの謎とそれがもたらすという大いなる知識に魅せられ、宇宙を旅する。勝ち気かつ奔放な性格で、露出の多い服を着ては相棒役の一月に文句を言われている。「眼力」「100万ボルトの瞳」と呼ばれる超能力の持ち主で、眼鏡を外すと眼光で相手を思うがままに操ることができるものの、消耗が激しく短時間しか使えない。かつて警察の超能力者部隊「ψ・フォース」で訓練を受けていたが、上記の理由によりドロップアウトした。一月とはψ・フォース時代からの仲であり、少なからず好意を持っていることがたびたび示唆される。作中では毎回、最終ページで入浴シーンが描かれるのがお約束。
カントン・一月・リリゲロメロ
17歳。2等航宙士兼機関士。ノンノンジーの相棒役で、ともにスターピースの「試練」に挑む。月出身で、同地での価値観から女性の薄着を嫌っており、ノンノンジーの服装に対しては「だらしない」「服を着ろ」と小言が絶えない。「ヒュプノボイス」と呼ばれる超能力の持ち主で、ノンノンジーの「眼力」同様に声で相手を操ることができるが、やはり短時間しか使えない。
フィヨロヨ・ヨ・ハンセン・ハナマイリャー
副船長。壮年の男性で、年長者らしく達観した言動の持ち主。スターピース探索の際には、船に残ってノンノンジーたちのバックアップに回る。
エルロイ
アンドロイド。スターピース探索の際には、主に現場でノンノンジーと一月をサポートする。
リチャード・ブラウン
火星人航宙士。なおノンノンジーの船は「ソルの火星」のブラウン家から譲り受けたものであるが、火星人の航宙士付きの火星船は作品世界においてはかなりの高性能で、他の登場人物からも羨まれるほどのものである。
サールス
竹本作品に頻出するトカゲ型宇宙人の種族名。固有名ではない。多くの話でスターピース探索のライバルとして登場し、ノンノンジー一行と争奪戦を繰り広げる。
バリ・三色すみれ・アントン
Extra Voyage.2に登場する、ノンノンジーたちのψ・フォース時代の旧友。伯父の元に向かうため、ノンノンジーに航海を依頼する。対超能力能力者で、他者の超能力を打ち消す力があるが、ノンノンジーたち同様短時間で体力切れを起こしてしまう。ハイテンションかつしたたかな性格で、ノンノンジーと一月の仲が進展していないことをからかっている。
テー・ウイウイダー・チキ
ノンノンジーの父親。スターピースを集めており、その点ではノンノンジーともライバル関係。
14歳の時から滞齢処理をしており、外見は14歳相当。
名前は仏: Oui、露: Даからであり、ノンノンジーの「ノンノン」と対になっているが担当編集者は気づいてくれなかったと「SUN」の電子版あとがきページで明かされている。

## スターピース
かつて地球を初めとする星々のコピーを作ったとされる「超種族（超文明人とも）」への道を示すという、地図の断片。
掌に乗る程度の大きさの石状の物体で、1ヶ月に一度、宇宙の数か所に忽然として姿を現すが、誰かの手中に収まらない限り数時間ほどで消えてしまう。その出現場所は、「導きの石」と呼ばれる石、また「火星人の水盤」という古代の道具などから知ることができる。
スターピースを手に入れるためには、スターピースから与えられる「試練」をクリアしなければならない。試練は知恵比べ的なものから、物理的・地理的な障壁、また探索者たちを巻き込んだゲーム形式のものなどさまざまであり、それを突破しなければスターピースにたどりつけないようになっている。またまったく同じものも複数存在する。なお、本来の入手者の手を離れるとスターピースはその力を失ってしまう。
スターピースを全種類集めたものは超種族の謎を解くことができると同時に、大いなる力や知識、不老不死などを手にすることができると言われており、古来から多くの探索者たちがこれを追い求めている。作中ではノンノンジー一行の他にも、サールスなど多くの種族の異星人がその探索に挑戦している。ただし人類の間では基本的に、その存在は「伝説」と見なされている。

## トゥインクルスターのんのんじーEX
2004年に刊行された第2巻は単行本未収録だった3話に加え、総勢12人の作家からの寄稿が掲載された。収録作家は以下の通り。
- あさりよしとお
- 伊藤明弘
- 久米田康治
- 倉田英之 - 小説「のんのんじーさん」
- 志村貴子
- 田丸浩史
- 鶴田謙二
- 中村博文
- 二宮ひかる
- 平野耕太
- 舛成孝二 - OVA版「のんのんじー」という設定のオープニング絵コンテ
- 陽気婢

竹本自身も、倉田英之による小説に挿絵をつけているほか、寄稿者からのリクエストに応じたイラストを描き下ろすなどしている。

## トゥインクルスターのんのんじーSUN
2018年に刊行された第3巻には、以下の作家からの寄稿が掲載された。
- 蒼樹うめ
- 幾花にいろ
- 位置原光Z
- 迂闊
- kashmir
- シギサワカヤ

## 書誌情報
- 『トゥインクルスターのんのんじー』白泉社 ジェッツコミックス、1994年7月31日初版、ISBN 4-592-13160-6
- 『トゥインクルスターのんのんじーEX』白泉社 ジェッツコミックス、2004年10月4日初版、ISBN 4-592-13250-5
- 『トゥインクルスターのんのんじーSUN』白泉社 楽園コミックス、2018年5月31日、ISBN 978-4592711353